# Unione Montana dell'Appennino Reggiano
L'Unione Montana dei Comuni dell'Appennino Reggiano  è un'unione di comuni nata nel 2013 dalla decisione di allora nove comuni della Provincia di Reggio Emilia assorbendo la già costituita Comunità montana dell'Appennino Reggiano.
Fanno parte dell'Unione i comuni di Castelnovo ne' Monti, Carpineti, Casina, Toano, Ventasso, Vetto e Villa Minozzo.
L'Unione ha una estensione di oltre 797 km² ed una popolazione di 32 228 abitanti (anno 2022). Ha sede legale e amministrativa a Castelnovo ne' Monti, principale comune e centro maggiore dell'Appennino Reggiano, sede dell'ospedale distrettuale, del polo scolastico di istruzione superiore e di molti servizi pubblici e privati di riferimento per tutto il comprensorio montano. A Castelnovo ne' Monti risiede circa un terzo della popolazione dell'Unione.
Confina a nord con l'Unione Val d'Enza, l'Unione Colline Matildiche e l'Unione Tresinaro Secchia, a est con l'Unione Distretto Ceramico (MO), a ovest con l'Unione Montana Appennino Parma Est (PR) e a sud con l'Unione di comuni Montana Lunigiana (MS) e l'Unione Comuni Garfagnana (LU), in Toscana.

## Scopo
Obiettivi primari dell'Unione sono l'integrazione tra i comuni di funzioni quali Servizi sociali, gestione del personale, polizia locale, gare e appalti di fornitura di beni e servizi.
L’Unione Montana dei Comuni dell’Appennino Reggiano è subentrata alla preesistente Comunità Montana dell’Appennino Reggiano ai sensi della L.R. n. 21/2012 e del Decreto del Presidente della G.R. n. 116/2013 di scioglimento della citata Comunità Montana. La giunta dell’Unione è composta da tutti i sindaci dei Comuni membri: Carpineti, Casina, Castelnovo ne’ Monti, Toano, Ventasso, Vetto e Villa Minozzo.
L’Unione Montana subentra in tutti i rapporti assunti e instaurati con la precedente Comunità montana.
Le attività dell’Unione vogliono tendere al miglioramento dei servizi offerti, alla razionalizzazione ed all’allargamento della loro fruibilità, alla rapida semplificazione degli interventi grazie all’integrazione della propria attività con quella di tutti i Comuni che la costituiscono, in sostanza meno costi di gestione e più servizi per i cittadini. Ciò sarà possibile grazie alla progressiva unificazione delle funzioni e dei servizi comunali.
Nella sua prima fase di vita l’Unione ha attivato alcune gestioni associate cosiddette obbligatorie, ed in particolare:
gestione dei servizi informatici e delle tecnologie dell’informazione;
gestione e amministrazione del personale;
gestione dello Sportello unico telematico delle attività produttive (Suap);
funzioni in materia di protezione civile.
Sono rimaste in capo alla nuova Unione anche le funzioni per il controllo e la gestione della popolazione canina e felina e il servizio di accoglienza, informazione e promozione turistica

## Territorio
ll territorio dell'Appennino reggiano è a carattere prevalentemente montuoso ed è particolarmente interessante dal punto di vista naturalistico e paesaggistico, preservato da un basso livello di antropizzazione e bassa densità di popolazione. Inoltre, non è attraversato da autostrade o ferrovie e gli insediamenti industriali sono limitati ad alcune zone della fascia basso appenninica.
È sede del sito UNESCO Alta Val Secchia del bene seriale “Carsismo nelle evaporiti e grotte dell'Appennino Settentrionale" che comprende i gessi triassici.
La superficie territoriale dell'Unione è, in larga parte, inclusa nel Parco nazionale dell'Appennino Tosco-Emiliano ed è parte integrante della Riserva della biosfera MAB Unesco dell'Appennino tosco-emiliano.

## Simboli
Lo stemma dell'Unione Montana dei Comuni dell'Appennino Reggiano è stato concesso con decreto del presidente della Repubblica del 14 giugno 2021.
(D.P.R. 14.06.2021)
Il gonfalone è un drappo di bianco.